# Opstal (België)
Opstal is een plaats en dorp in de gemeente Buggenhout, in de Belgische provincie Oost-Vlaanderen. Opstal wordt bij de Denderstreek en het Land van Dendermonde gerekend.

## Geschiedenis
Opstal betekent gemeenschappelijk weiland, verwijzend naar het middelnederlands taalgebruik voor gronden waarop niemand speciale gebruiksrechten liet gelden. 
De abdij van Grimbergen gaf in 1292 een deel van Buggenhout als leen aan de heren van Bournonville. Daardoor ontstonden twee entiteiten. Een van die twee entiteiten bevatte Opstal en bleef onder het bestuur van de abdij van Grimbergen. Elk deel had zijn eigen schepenbank, vierschaar en griffier.
Opstal werd door die oude tweedeling tussen Bournonville en Grimbergen gehypothekeerd.
Het idee om in Opstal een kerk op te richten ontstond in 1875, toen de bevolking van Opstal een aanvraag naar het bisdom stuurde om een eigen kerk te bouwen. In 1908 werd de neogotische Sint-Gerardus Majellakerk ingewijd.
Vanaf 1876 vroegen de Opstalnaars onderwijs in hun wijk. Maar dit werd door de gemeente Buggenhout sterk tegengehouden. Er was een voorstel vanuit het bisdom om een katholieke school op te richten, maar ook dit werd verworpen door de gemeente Buggenhout. Uiteindelijk werd in 1892 de vrije jongensschool verhuisd naar Opstal. In oktober 1897 ging de school open en stonden er 253 kinderen voor de schoolpoort.
In 1906 kwam er ook een meisjesschool die werd geleid door de Zusters van Sint-Vincentius uit Buggenhout, en dezen lieten er ook een klooster bouwen. In 2004 kreeg het voormalig klooster een herbestemming.

## Bezienswaardigheden
- De Sint-Gerardus Majellakerk.
- De Patattenmolen aan de Krapstraat, een windmolenrestant.

## Sport
Voetbalclub Eendracht Opstal speelde in het begin van de 21ste eeuw enkele seizoenen in de nationale reeksen.
Er wordt petanque gespeeld in een alleen voor Opstallers toegankelijke dorpscompetitie. Er zijn 30 ploegen van 3 tot 6 spelers.

## Nabijgelegen kernen
Buggenhout, Lebbeke, Baasrode, Opwijk